# Erik Lundroth
Erik Lundroth, född 9 juni 1856 i Örebro, död 17 augusti 1937 i Stockholm, var en svensk arkitekt och byggmästare, verksam i Stockholm.

## Liv och verk
Lundroth var elev vid Högre allmänna läroverket i Örebro 1865-72 och fortsatte studierna på den Tekniska skolan i hemstaden, med examen 1875. Han arbetade som ritare och arbetsledare hos arkitekten L. Andersson innan 1881 påbörjade en anställning hos Johan Erik Erikson i Stockholm. 1883-89 arbetade han hos Kasper Salin och Isak Gustaf Clason och var då bland annat arbetsledare vid uppförandet av Östermalms saluhall. Lundroth fick egna byggmästarrättigheter i Stockholm 1891
Han var under en tid anställd i Djursholmsbolaget som grundats 1889, och ritade ett större antal villor i Djursholm, bland annat några provvillor längs Germaniavägen. Han ritade även Villa Ransäter som uppfördes 1894 för grosshandlaren Emil Egnell, en av Djursholms AB:s grundare. Lundroth räknas som den arkitekt som introducerade den amerikanska arkitektstilen stick style i Djursholms villabebyggelse.
Under tiden som anställd på Djursholmsbolaget genomförde Lundroth även en kontroversiell ombyggnad av Djursholms slott, vars exteriör förvandlades till romantiserad tysk-holländsk senrenässansstil. Han försåg även byggnaden med burspråk och gavelrösten.
Från 1902 var han intendent och arbetschef för Timmermansorden. Han blev riddare av Vasaorden 1903.

## Verk i urval

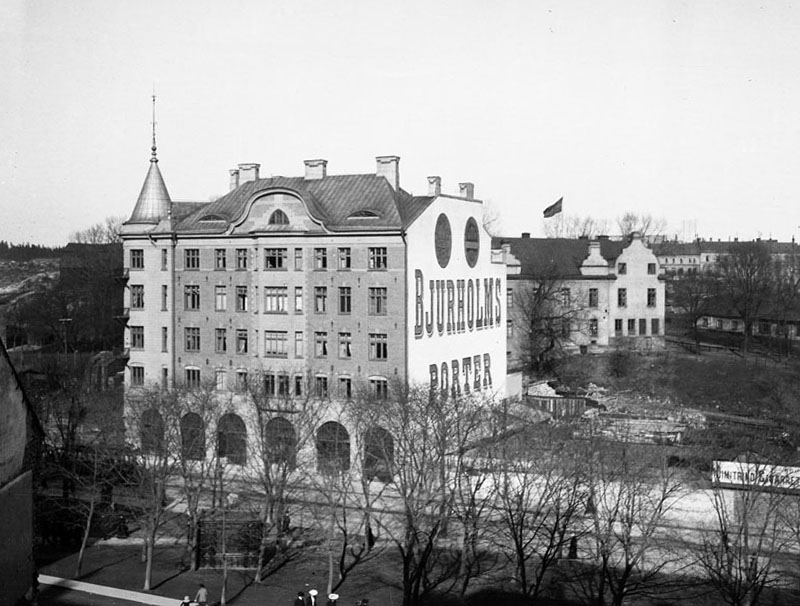
Skandalhuset vid Roslagstorg (rivet 1925).

- Lilla Manilla, Djurgården, 1889 (villan sedermera ombyggd och kallad Mullberget)
- Östermalms saluhall, 1888 (byggmästare för Clason och Salin)
- Germaniavägen 21, Djursholm, typhus för Djursholmsbolaget, 1889
- Djursholms slott, 1890 (ombyggnad)[10]
- Villa Ransäter, Skandiavägen 10, Djursholm, 1894[10]
- Villa Högudden, Lidingö, 1895
- Villa Lorride, Djursholm, 1896
- Sjuvillorna[11], Saltsjöbaden, 1896
- Hjorthagens prästgård, 1904
- Det s.k. Skandalhuset vid Roslagstorg, 1906
- Balingsholm, 1906
- Ålderdomshemmet Nya Eriksberg, Nockebyhov, 1913[12]

## Bilder, verk i urval, kvarvarande byggnader

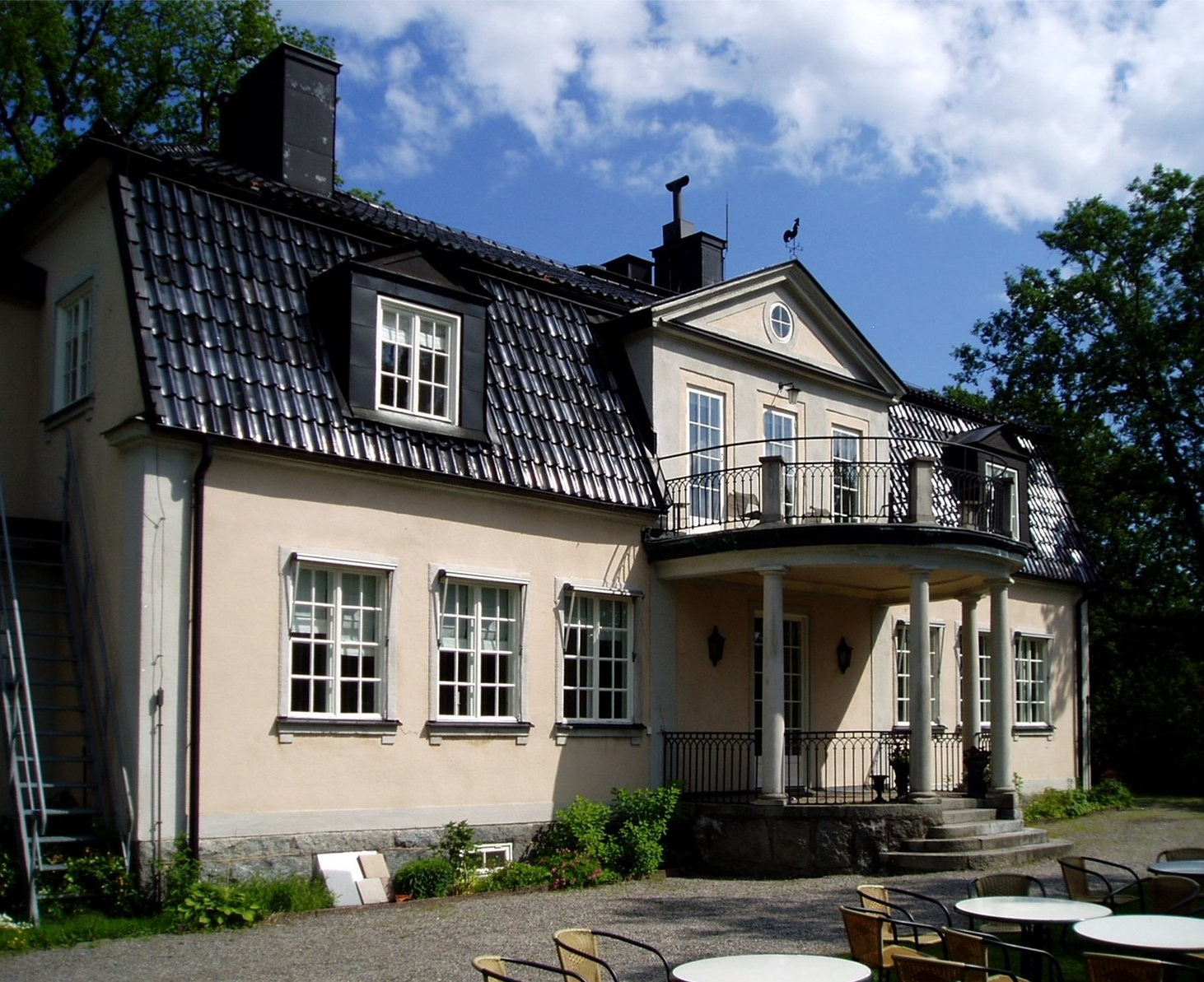
Balingsholm
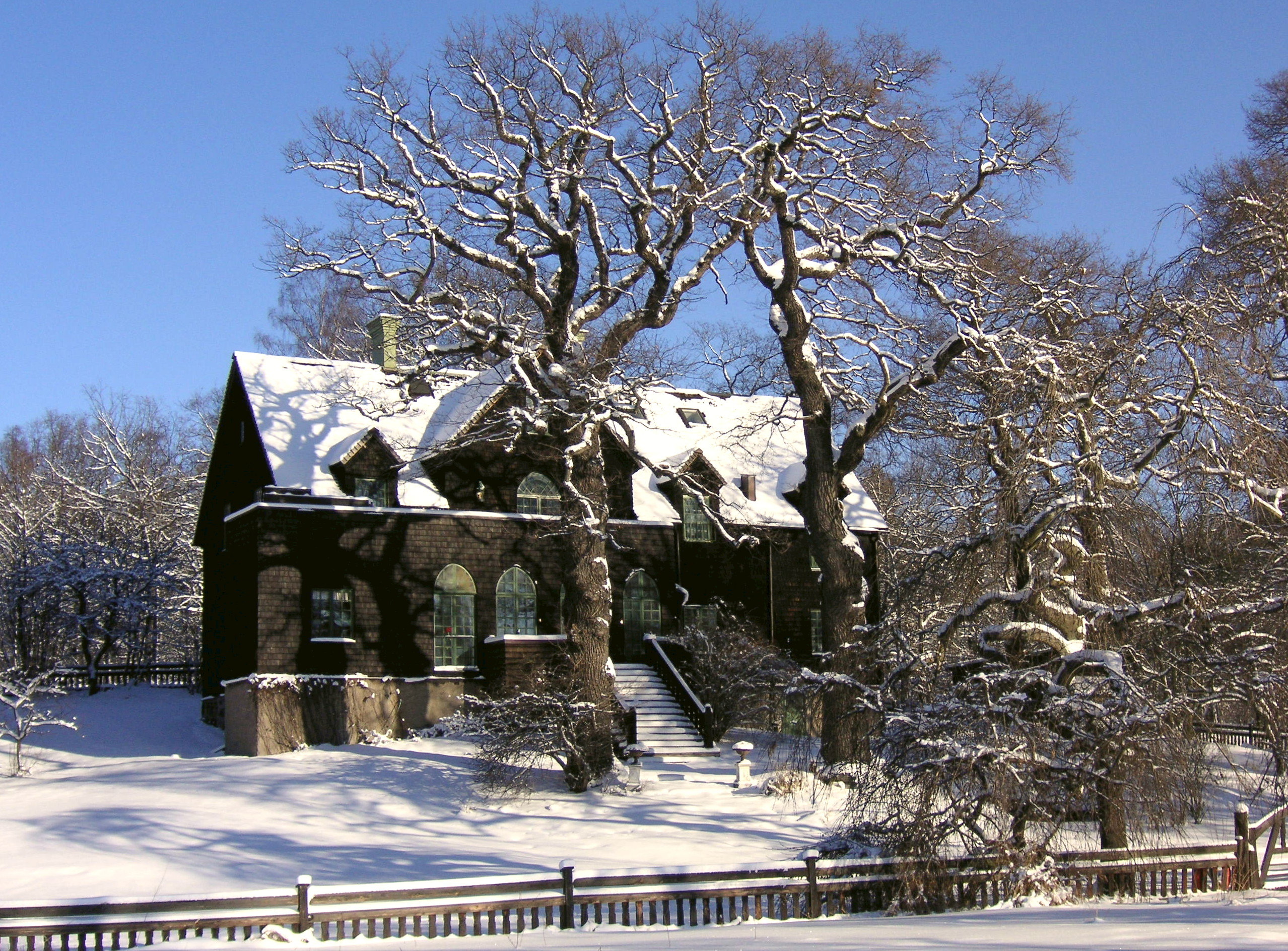
Villa Mullberget
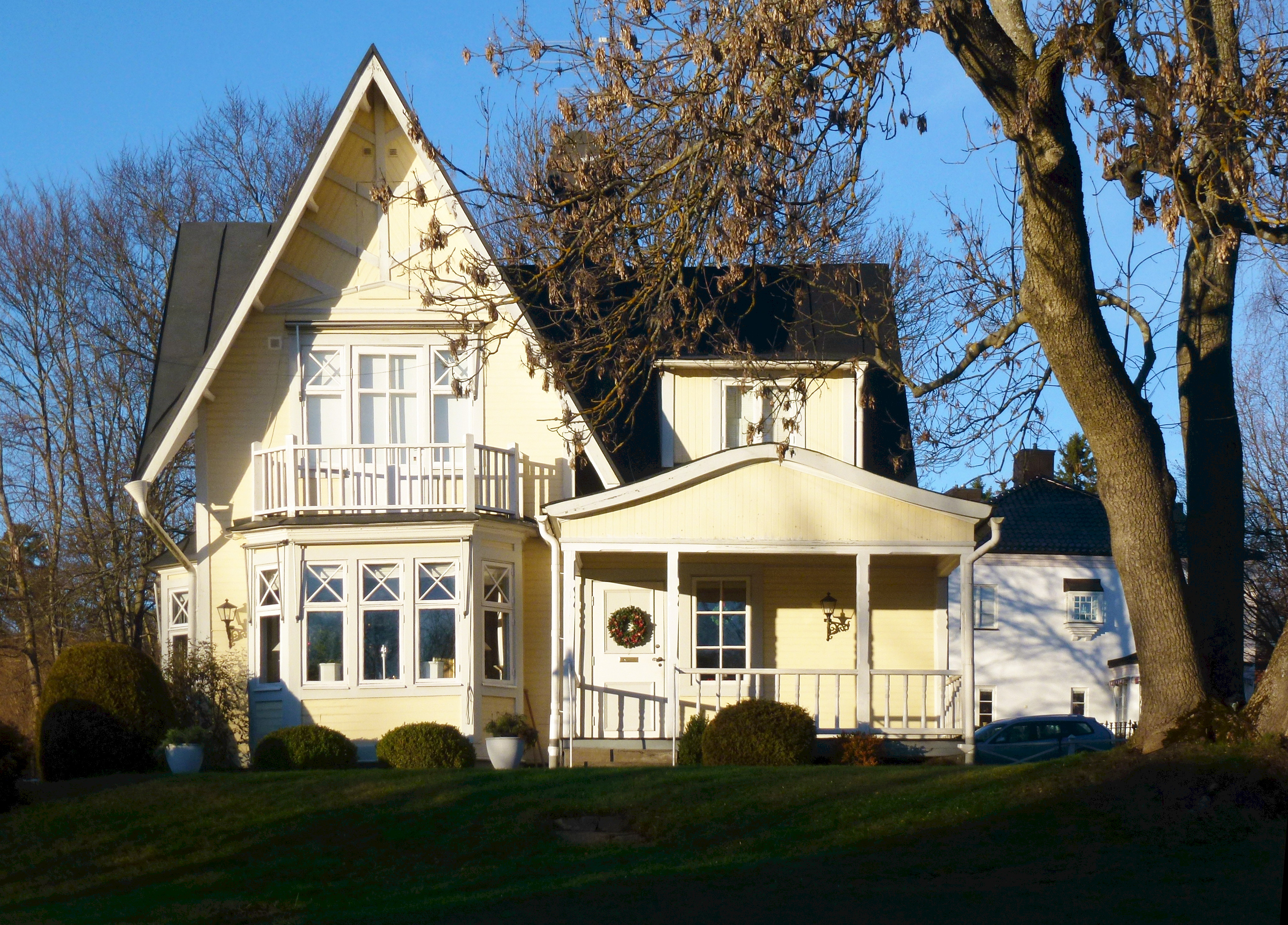
Germaniavägen 21
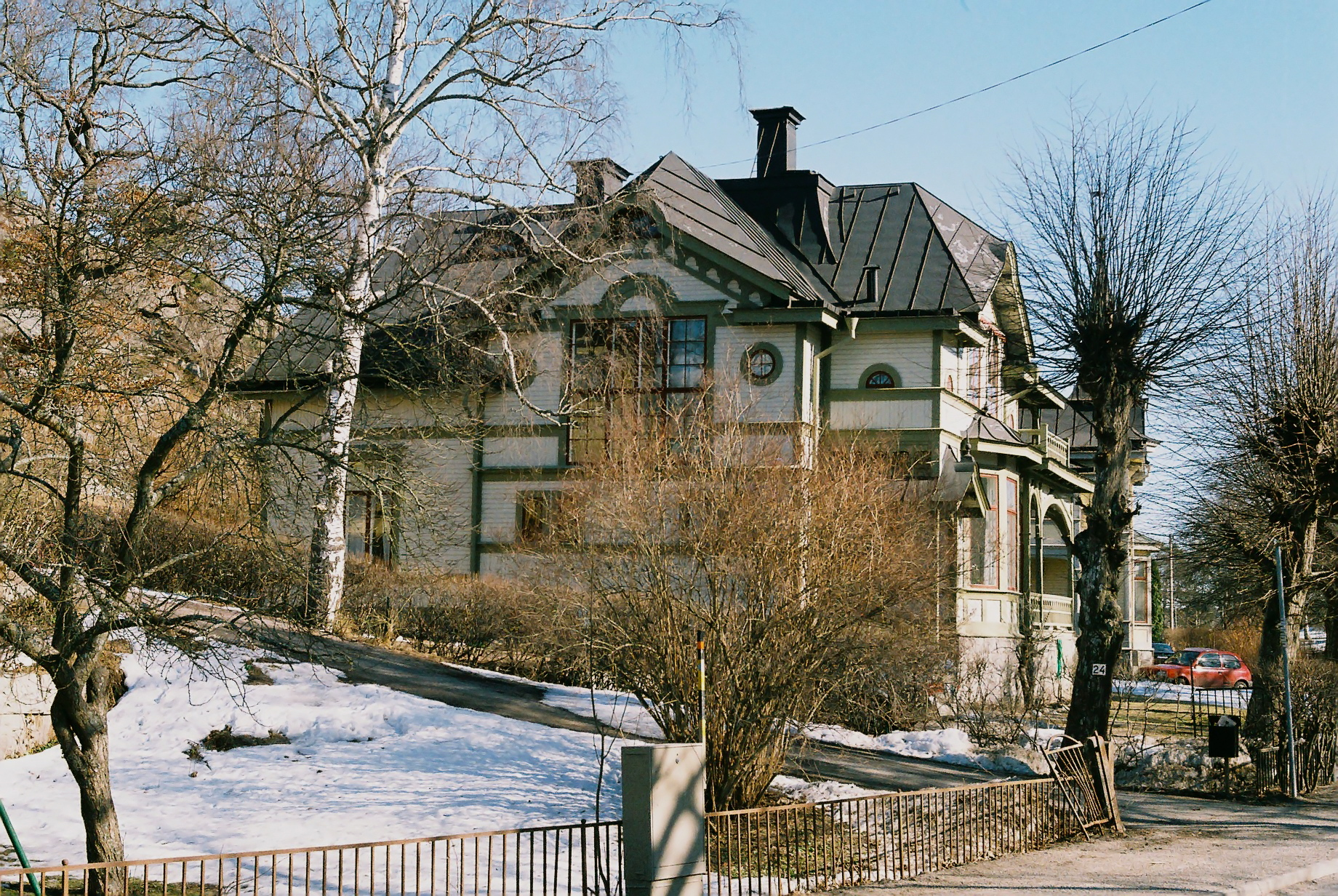
En av Sjuvillorna
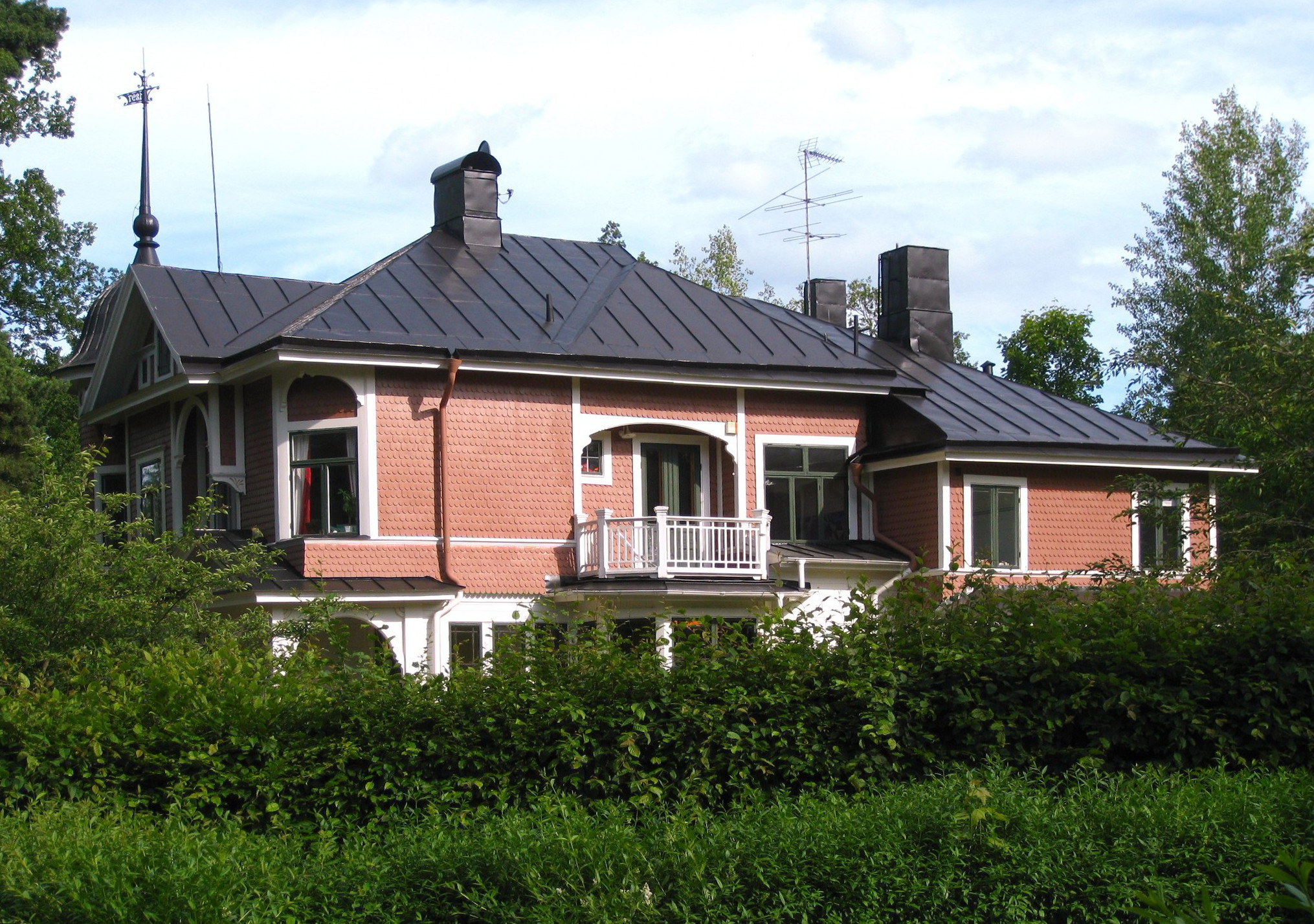
Villa Lorride
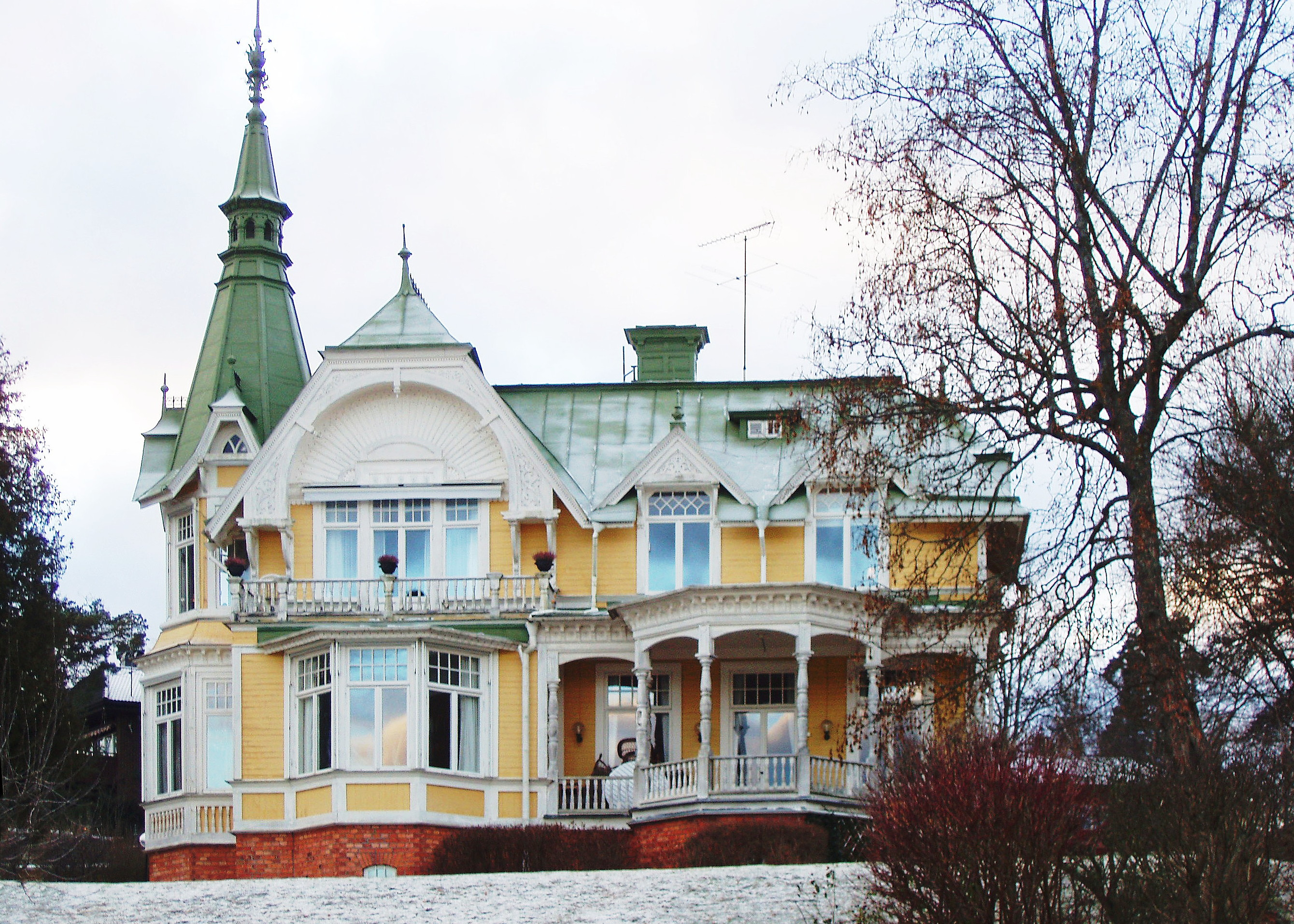
Villa Högudden
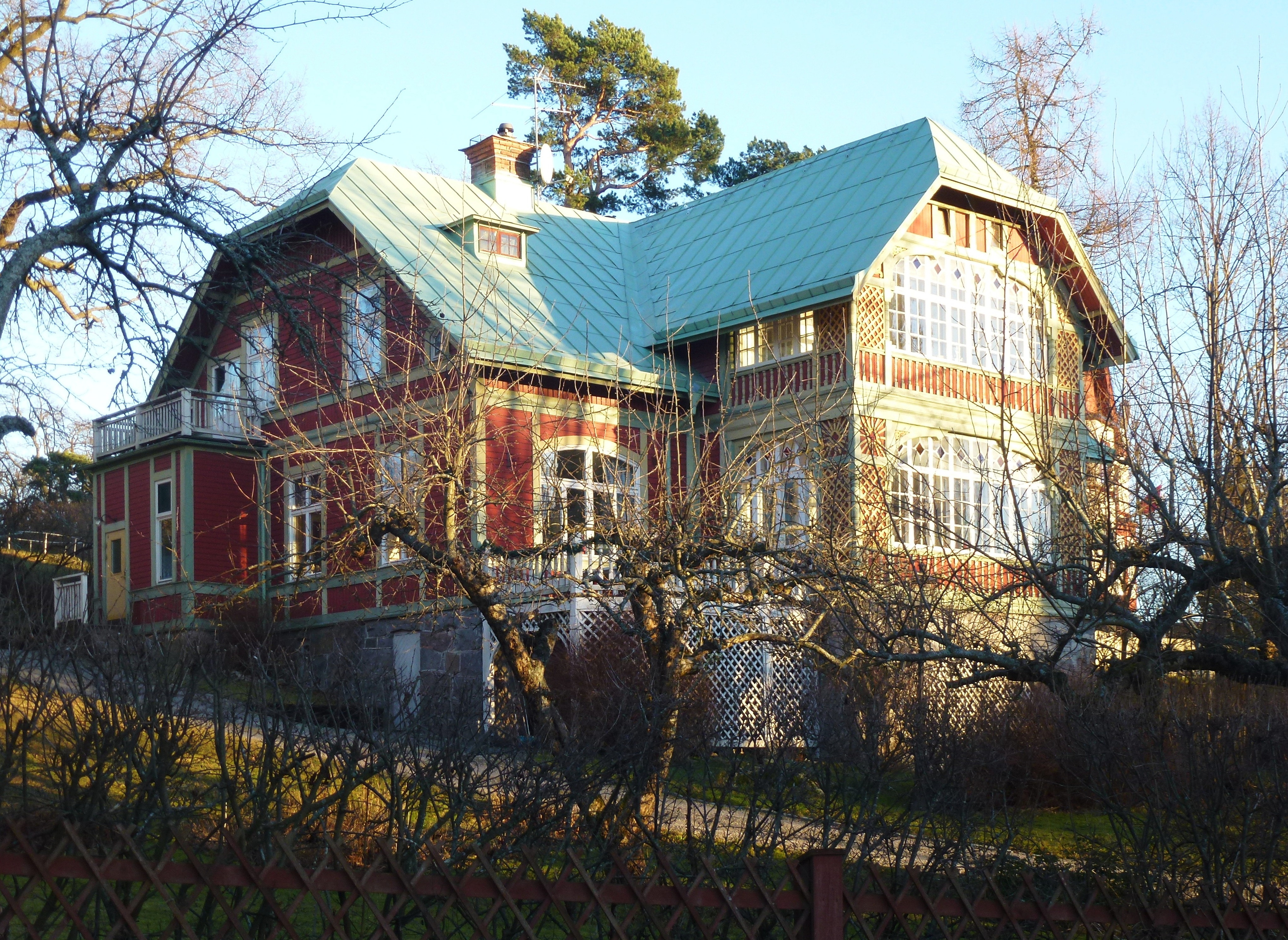
Villa Ransäter
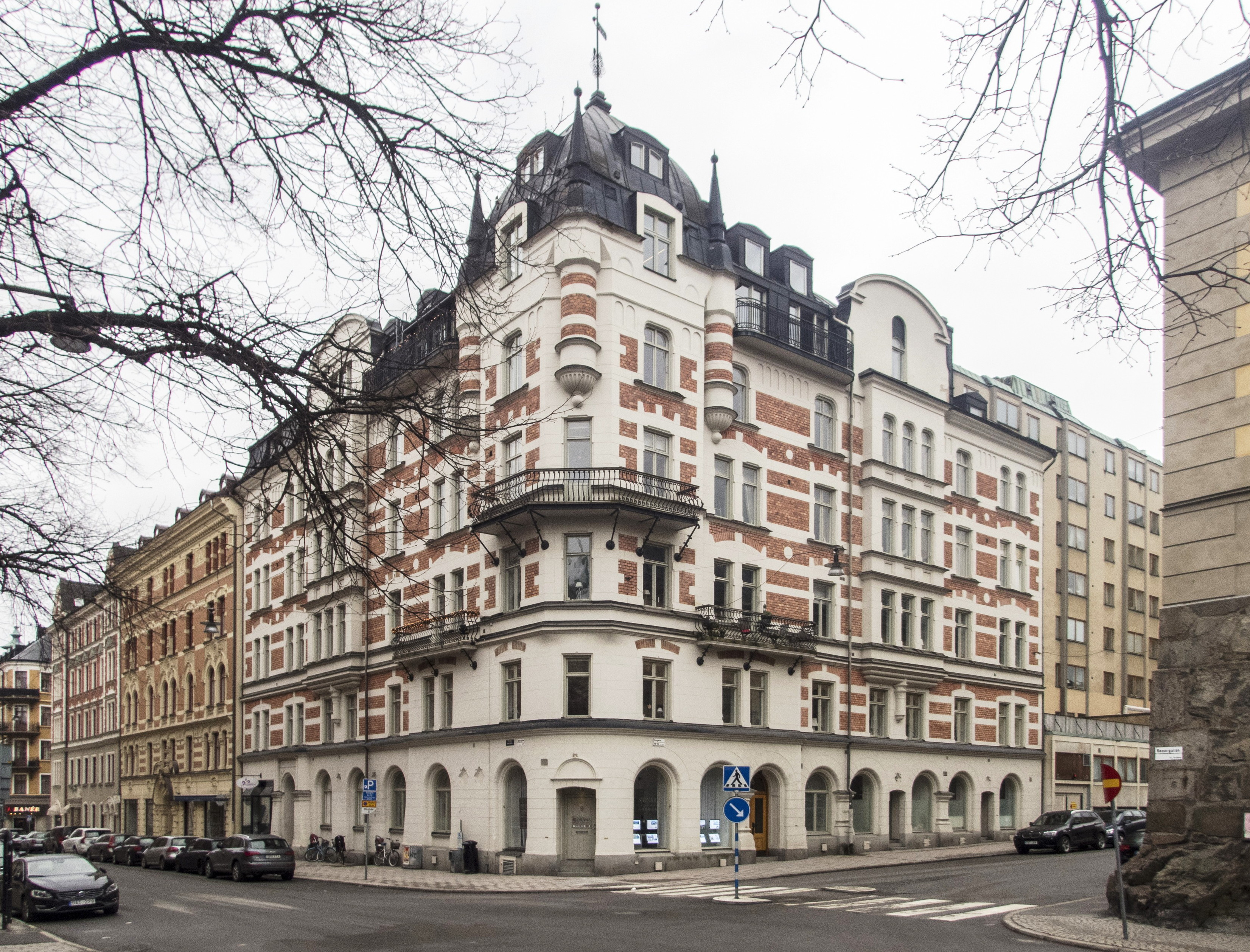
Lägret 7, Stockholm